# Famille du Vergier de La Rochejaquelein
La famille du Vergier de La Rochejaquelein est une ancienne famille de la noblesse du Bas-Poitou éteinte en 1897 pour les hommes et en 1915 pour les femmes[réf. nécessaire].
Elle compte parmi ses membres des officiers vendéens, un page du roi Charles X, mais également deux hommes politiques.
Elle s'est illustrée durant trois générations dans la défense de la monarchie capétienne.

## Histoire
Pierre du Vergier, chevalier, seigneur de Ridejeu, est confirmé dans sa noblesse le 28 mai 1440.
Henri, Louis et Auguste sont frères[réf. nécessaire] :
Henri de La Rochejaquelein, généralissime de l'armée catholique et royale de Vendée d'octobre 1793 au 28 janvier 1794.
Louis du Vergier de La Rochejaquelein, général sous la Restauration, il participe à la guerre de Vendée et Chouannerie de 1815 avec son épouse Victoire de Donnissan de La Rochejaquelein. 
Auguste du Vergier de La Rochejaquelein (1784-1868), officier, il participe aux insurrections vendéennes de 1815 et de 1832.
Henri de la Rochejaquelein (1805-1867), fils de Louis et de Victoire, il est député puis sénateur, il quitte la chambre des Pairs en 1830 en soutien à Charles X.
Julien de La Rochejaquelein (1833-1897), fils d'Henri (1805-1867), il est député monarchiste, chef du parti légitimiste dans les Deux-Sèvres, il crée à Niort le journal Le Poiton, après la mort du « comte de Chambord » il se rallie au comte de Paris et devient président du comité royaliste des Deux-Sèvres.

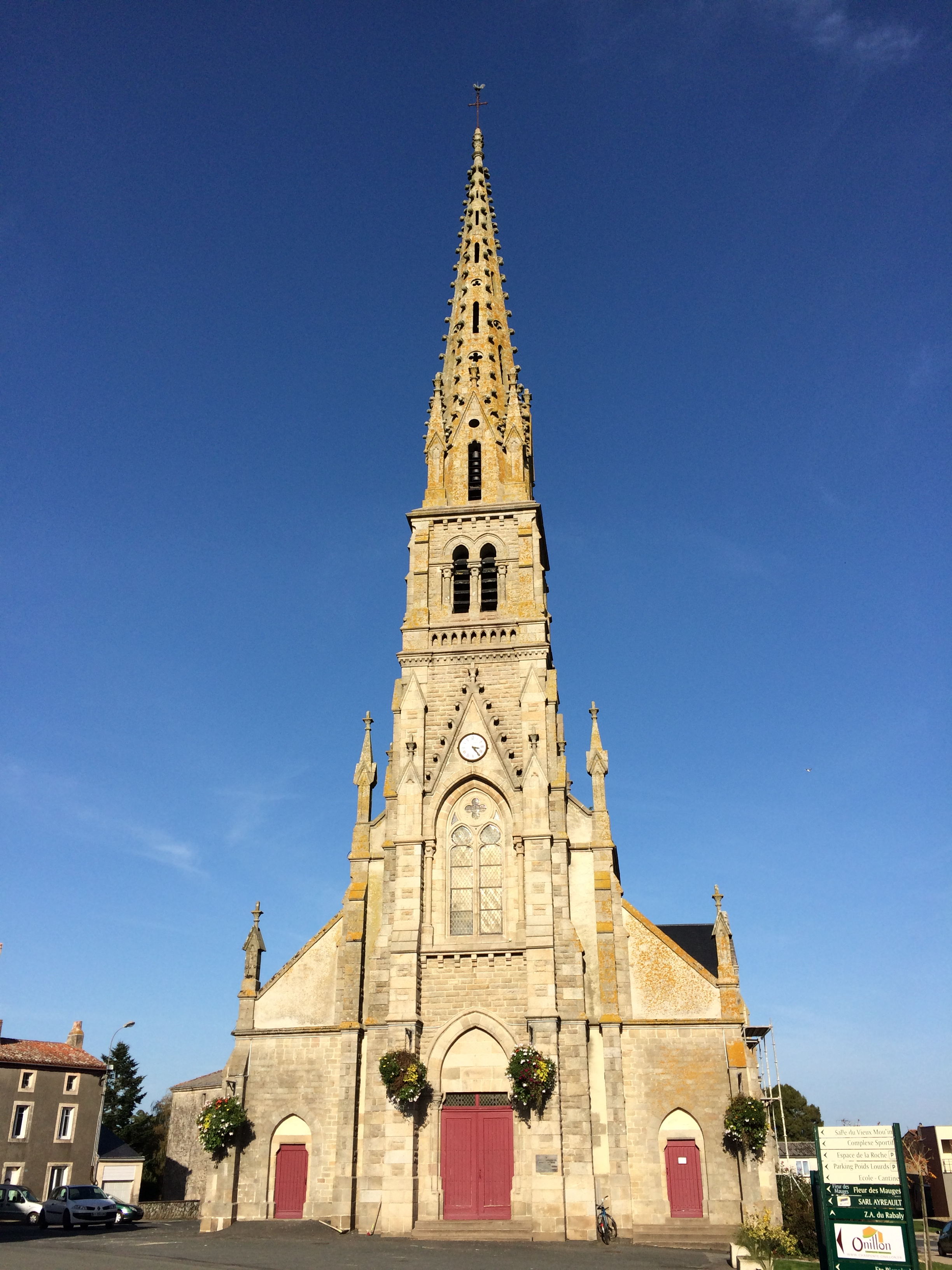
Église de Saint-Aubin-de-Baubigné.

En l'église de Saint-Aubin-de-Baubigné, dans l'actuel département des Deux-Sèvres, se trouve de nombreuses sépultures de la famille du Vergier de La Rochejaquelein.[réf. nécessaire]

## Personnalités
- Henri du Vergier de La Rochejaquelein (1772-1794), généralissime de l'armée catholique et royale de Vendée.
- Louis du Vergier de La Rochejaquelein (1777-1815), général de l'armée catholique et royale de Vendée.
- Victoire de Donnissan de La Rochejaquelein (1772-1857), épouse du précédent, mémorialiste de la guerre de Vendée.
- Auguste du Vergier de La Rochejaquelein (1784-1868), maréchal de camp en 1818, il passe en Espagne et au Portugal où il obtient le grade de lieutenant général
- Henri du Vergier de La Rochejaquelein (1805-1867), pair de France (1815-1830), député du Morbihan (1842-1851), sénateur du Morbihan (1852-1867)
- Julien du Vergier de La Rochejaquelein (1833-1897), conseiller général de Bressuire, député des Deux-Sèvres

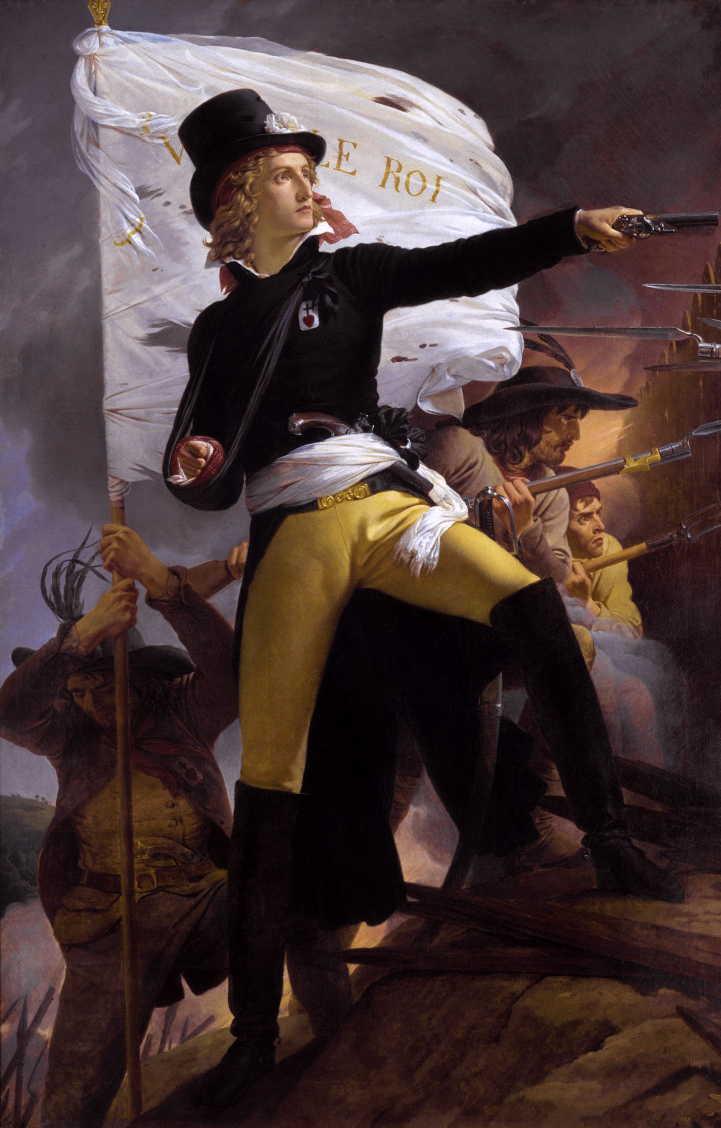
Henri de La Rochejaquelein (1772-1794)
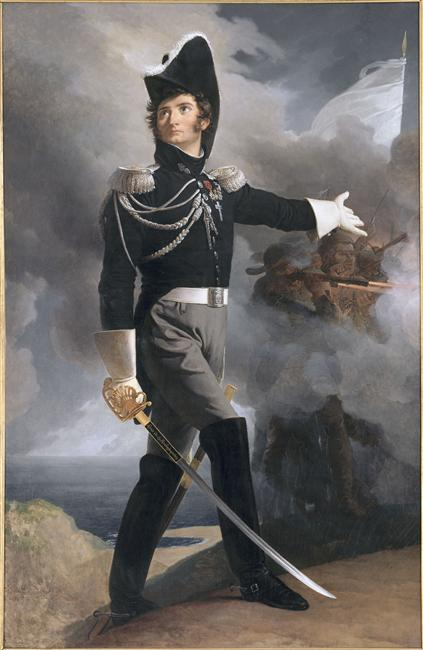
Louis de La Rochejaquelein (1777-1815)
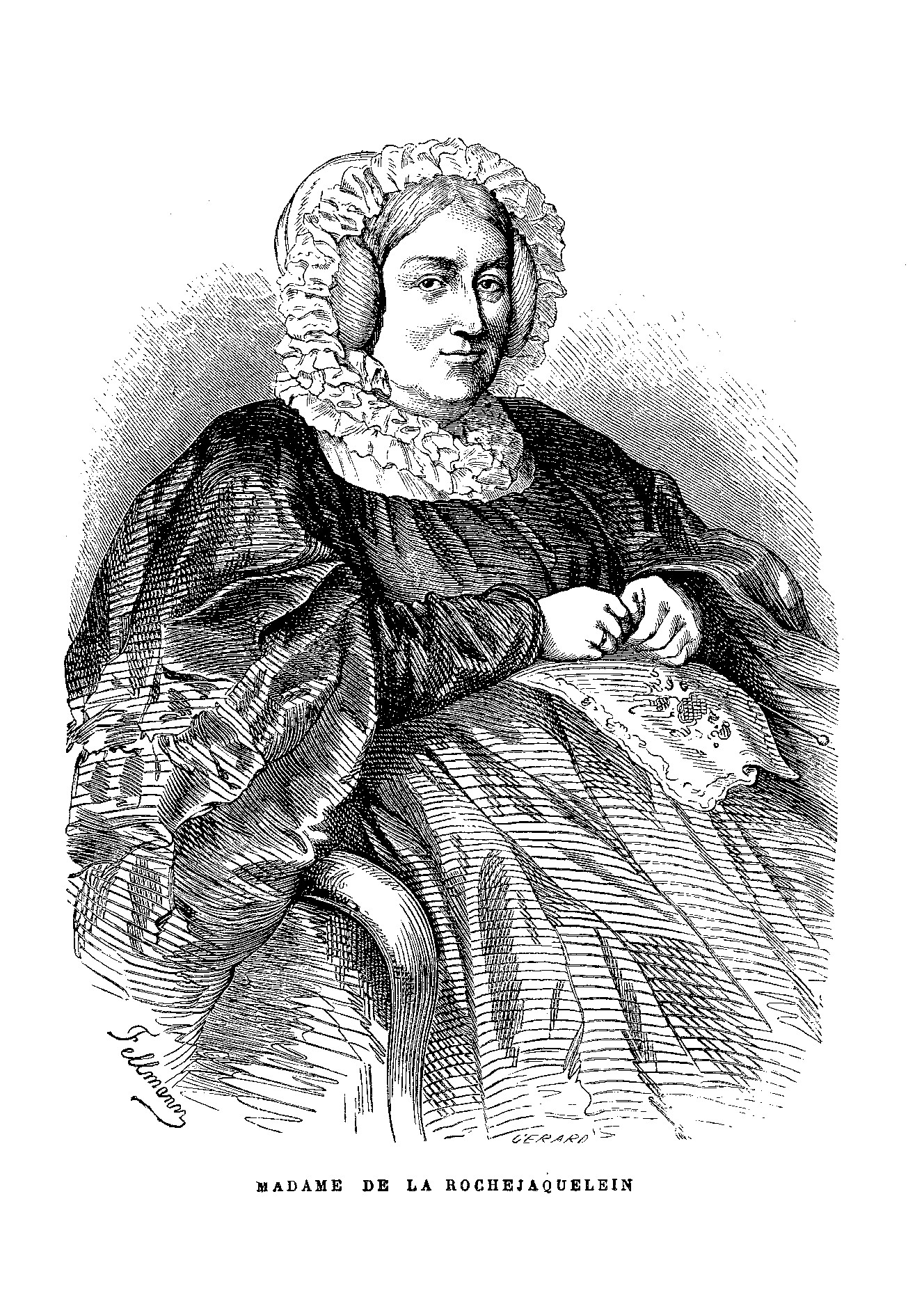
Victoire de Donnissan, épouse de La Rochejaquelein (1772-1857)
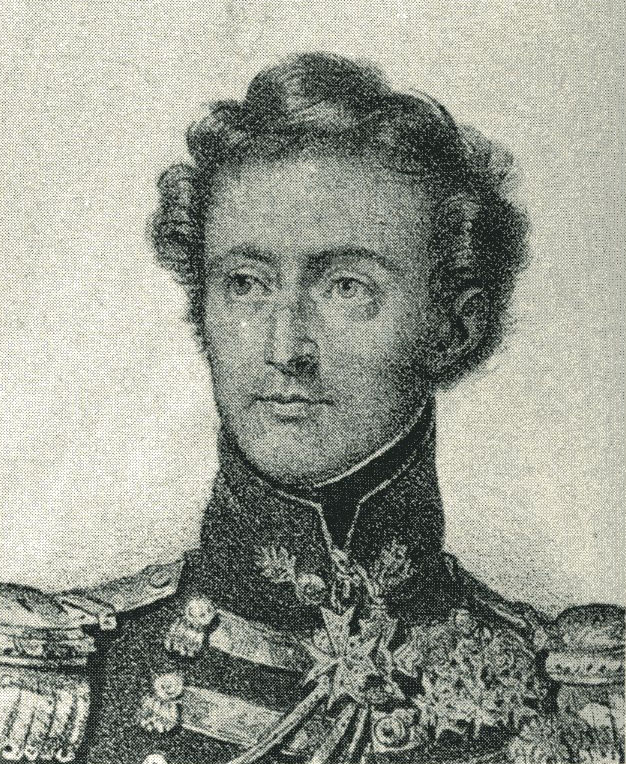
Auguste de La Rochejaquelein (1784-1868)
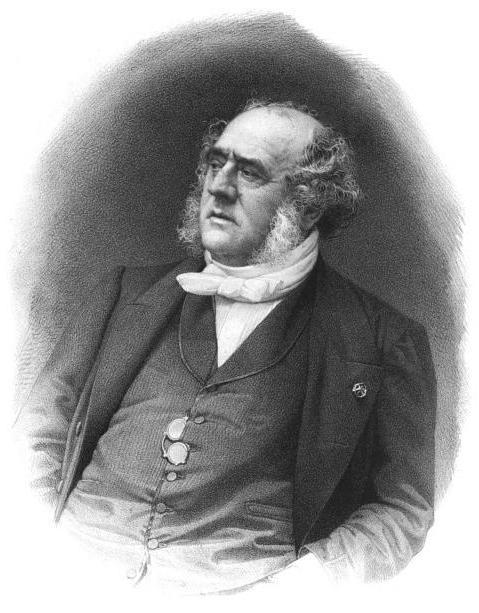
Henri-Auguste-Georges de La Rochejaquelein (1805-1867)
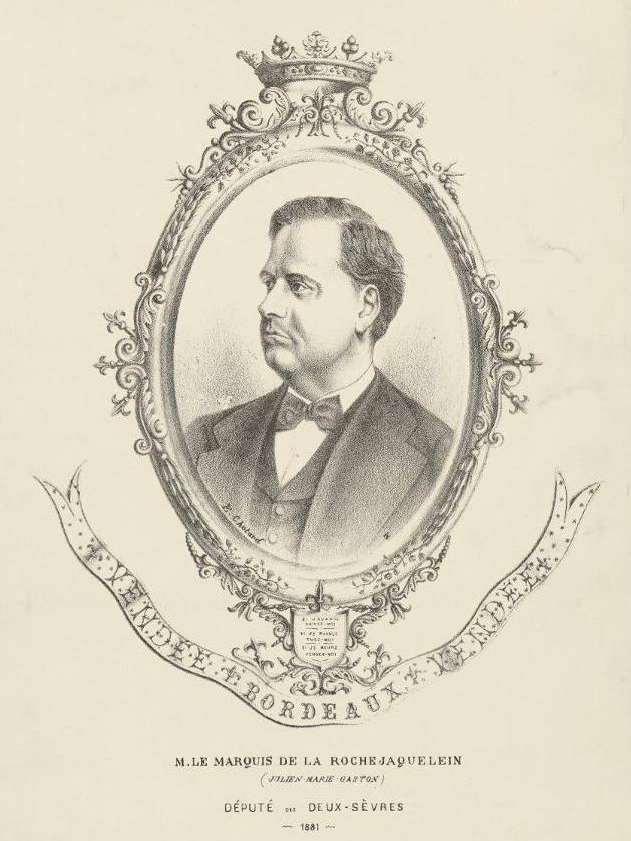
Julien de La Rochejaquelein (1833-1897)

## Armes
- Armoiries : De sinople à la croix d'argent cantonnée de quatre coquilles du même et chargée d'une coquille de gueules en abîme.

## Titres
- Marquis de La Rochejaquelein (titre de courtoisie)
- Comte de La Rochejaquelein (titre de courtoisie)
- Baron de Mortemer (titre de courtoisie)
- Seigneur du Vergier, de La Rochejaquelein, de la Corrolière, de la Popinière, du Fourny, du Plessis, de Guillaumer, de Ridejeu...

## Généalogie simplifiée

### Branche aînée
- François du Vergier, sgr de Ridejeu et de la Rochejaquelein (1514-1570) X Renée de La Forest
  - Louis du Vergier, sgr de la Rochejaquelein, de la Corrolière et du Fourny Guillaud (?-1634) X (1598) Anne Viault
    - René du Vergier, marquis de la Rochejaquelein (?-1665) X (1634) Jacqueline Menant
      - Armand-François du Vergier de La Rochejaquelein, marquis de la Rochejaquelein (?-1710) X (1679) Madeleine de Richeteau de l'Espinay, puis (dont postérité du second mariage) X (1686) Marie de Caumont d'Adde
        - Françoise du Vergier de La Rochejaquelein (1687-?) X (1705) Georges du Fay (1686-1760)
        - Philippe du Vergier de La Rochejaquelein, marquis de la Rochejaquelein (1692-1760) X (1716) Marie Taveau de Morthermer (1700-1719)
          - Henri du Vergier de La Rochejaquelein, comte de La Rochejaquelein (1719-1743)

        - Philippe du Vergier de La Rochejaquelein, marquis de la Rochejaquelein (1692-1760) X (1743) Hardouine Sidrac de Granges de Surgères (?-1779)
          - Alexis du Vergier de La Rochejaquelein, marquis de La Rochejaquelein (1744-1767)
          - Charles du Vergier de La Rochejaquelein (?-1763)
          - Henri du Vergier de La Rochejaquelein, marquis de La Rochejaquelein (1749-1802) X (1769) Constance de Caumont d'Ade de Mitteau (1749-1798)
            - Constance du Vergier de La Rochejaquelein (1770-1824) X (1790) Jacques de Guerry de Beauregard (1756-1815)
            - Henri du Vergier de La Rochejaquelein, comte de La Rochejaquelein (1772-1794)
            - Annette du Vergier de La Rochejaquelein (1775-1852) X (1804) Charles de Beaucorps, comte de Beaucorps (1774-1850)
            - Louis du Vergier de La Rochejaquelein, marquis de La Rochejaquelein (1777-1815) X (1802) Victoire de Donnissan (1772-1857)
              - Laurence du Vergier de La Rochejaquelein (1803-1881) X (1822) Alfred d'Albertas, comte d'Albertas (1790-1871)
              - Louise du Vergier de La Rochejaquelein (1804-1832) X (1829) Achille Le Pays de La Riboisière, baron de La Riboisière (1789-1870)
              - Henri du Vergier de La Rochejaquelein, marquis de La Rochejaquelein (1805-1867) X (1830) Marie Chartier de Coussay (1812-1889)
                - Julien du Vergier de La Rochejaquelein, marquis de La Rochejaquelein (1833-1897) X (1866) Aglaé du Boys (1847-1895)
                - Marie du Vergier de La Rochejaquelein (1834-1915) X (1858) Louis de Rochechouart, comte de Rochechouart (1828-1897)

              - Victoire du Vergier de La Rochejaquelein (1807-1829) X (1827) Gustave de Foucault (1891-1871)
              - Louis du Vergier de La Rochejaquelein (1809-1833)
              - Annette du Vergier de La Rochejaquelein (1810-1889) X (1834) Jacques de Chauvelin, marquis de Chauvelin (1786-1844)
              - Julia du Vergier de La Rochejaquelein (1813-1871) X (1836) Albert de Malet de La Jorie (1809-1869)
              - Thérèse du Vergier de La Rochejaquelein (1814-1883) X (1838) Agénor de Pontac, comte de Pontac (1809-1890)

            - Louise du Vergier de La Rochejaquelein (1780-1847)
            - Auguste du Vergier de La Rochejaquelein, comte de La Rochejaquelein (1784-1868) X (1819) Félicie de Durfort de Duras
            - Lucie du Vergier de La Rochejaquelein (1788-1862) X (1862) Charles de Rieux-Songy (1778-1835)

        - Jean-Baptiste du Vergier de La Rochejaquelein (1695-?)

      - Jean-Baptiste du Vergier, sgr du Buignonnet (?-1675)
      - René-Charles du Vergier, prêtre
      - Marie du Vergier X (1673) Louis de Meulles, marquis du Fresne-Chabot (?-1690)

    - Simon du Vergier
    - Louis du Vergier

## Postérité
- Statue d'Henri de La Rochejaquelein, à Saint-Aubin-de-Baubigné (Deux-Sèvres)

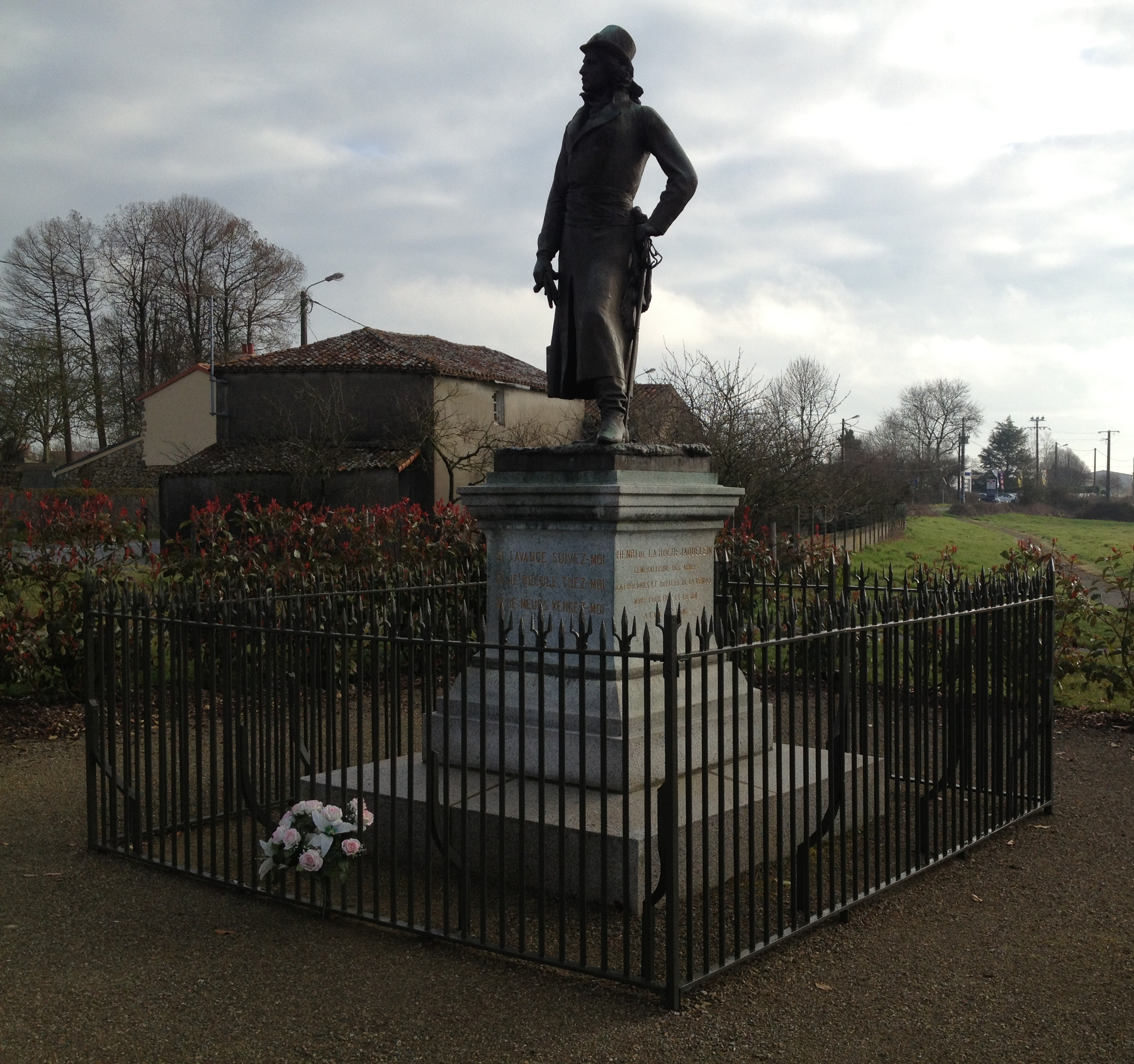
Statue d'Henri de La Rochejaquelein